# پانچکس راه راه
پانچکس راه راه (Aplocheilus lineatus)، گونه ای از برکه ماهی ها, از سرده ماهی های ساده لب است . پانچکس راه راه یک گونه محبوب آکواریومی است که بیشتر به نام کیلی فیش طلایی شگفت انگیز (golden wonder killifish) شناخته می شود. پانچکس راه راه در آب های شیرین و لب شور هند و سریلانکا زندگی می کند. در نهرها، رودخانه ها، باتلاق ها و شالیزارها یافت می شود. طول این ماهی به ۱۰ سانتیمتر (۴ اینچ) می رسد .  بیشتر نرها در حدود ۷ سانتیمتر (۳ اینچ) رشد میکنند، اما می تواند تا ۱۰ سانتیمتر (۴ اینچ) در شرایط عالی برسد. دارای یک چشم سوم (parietal eye) است که به ماهی اجازه می‌دهد حشرات قابل شکار و شکارچیان بالای آن بر روی سطح آب را ببیند. پانچکس راه راه می تواند خیلی خوب بپرد.